# Dragan Perić
Dragan Perić (serbisch-kyrillisch Драган Перић, * 8. Mai 1964 in Živinice, Sozialistische Föderative Republik Jugoslawien) ist ein ehemaliger serbischer Leichtathlet, der sich auf das Kugelstoßen spezialisiert hat und auch im Diskuswurf an den Start ging. Er war lange Zeit Inhaber des serbischen Landesrekordes im Kugelstoßen und ist bis heute Inhaber des Landesrekordes im Diskuswurf. Mit der Kugel gewann 1995 die Bronzemedaille bei den Hallenweltmeisterschaften in Barcelona.

## Sportliche Laufbahn
Erste internationale Erfahrungen sammelte Dragan Perić vermutlich im Jahr 1987, als er bei der Sommer-Universiade in Zagreb mit einer Weite von 18,86 m den siebten Platz im Kugelstoßen belegte und im Diskuswurf mit 52,20 m auf Rang zehn gelangte. Im Jahr darauf gewann er bei den Balkanspielen in Ankara mit 59,58 m die Bronzemedaille im Diskuswurf und 1989 wurde er bei den Studentenweltspielen in Duisburg mit 19,14 m Sechster im Kugelstoßen. 1990 erreichte er bei den Europameisterschaften in Split mit 18,67 m Rang zwölf und im Jahr darauf belegte er bei den Weltmeisterschaften in Tokio mit 19,83 m im Finale den siebten Platz. 1992 nahm er an den Olympischen Sommerspielen in Barcelona teil und gelangte dort mit 20,32 m im Finale auf Rang sechs. Im Jahr darauf belegte er bei den Weltmeisterschaften in Stuttgart mit 19,95 m im Finale den fünften Platz und 1993 gewann er bei den Halleneuropameisterschaften in Paris mit 20,55 m die Silbermedaille hinter dem Ukrainer Oleksandr Bahatsch. Im August wurde er bei den Freilufteuropameisterschaften in Helsinki mit 19,40 m Sechster, ehe er beim IAAF Grand Prix Final in Paris mit 19,86 m ebenfalls den sechsten Platz belegte. 1995 gewann er bei den Hallenweltmeisterschaften in Barcelona mit 20,36 m die Bronzemedaille hinter dem Finnen Mika Halvari und Cottrell J. Hunter aus den Vereinigten Staaten. Im Jahr darauf nahm er erneut an den Olympischen Sommerspielen in Atlanta teil und belegte dort mit 20,07 m im Finale den achten Platz. Zudem siegte er anschließend mit 20,90 m bei den Balkanspielen in Niš.
1997 schied er bei den Weltmeisterschaften in Athen mit 19,05 m in der Qualifikationsrunde aus und im Jahr darauf siegte er mit 20,40 m bei den Balkan-Hallenmeisterschaften in Piräus. Kurz darauf belegte er bei den Halleneuropameisterschaften in Valencia mit 20,21 m den vierten Platz, ehe er im April mit 21,77 m einen neuen Landesrekord aufstellte, der bis 2021 Bestand hatte. Anschließend siegte er mit 20,10 m bei den Balkanspielen in Belgrad und belegte bei den Europameisterschaften in Budapest mit 20,65 m den vierten Platz. 1999 gelangte er bei den Weltmeisterschaften in Sevilla mit 20,35 m im Finale auf Rang sechs und im Jahr darauf gewann er bei den Balkanspielen in Kavala mit 19,86 m die Silbermedaille hinter dem Rumänen Gheorghe Gușet. Anschließend verpasste er bei den Olympischen Sommerspielen in Sydney mit 19,49 m den Finaleinzug. 2001 gelangte er bei den Weltmeisterschaften im kanadischen Edmonton mit 20,91 m im Finale auf Rang fünf und 2003 siegte er mit 19,77 m bei den Balkan-Hallenmeisterschaften in Athen. Im Juli siegte er dann mit 20,48 m auch bei den Balkan-Meisterschaften in Thiva, ehe er bei den Weltmeisterschaften nahe Paris mit 19,55 m in der Qualifikationsrunde ausschied. Im Jahr darauf gewann er bei den Balkan-Hallenmeisterschaften in Peania mit 19,04 m die Silbermedaille hinter dem Rumänen Gheorghe Gușet und sicherte sich auch bei den Freiluft-Balkan-Meisterschaften in Istanbul mit 19,82 m die Silbermedaille hinter Gușet. Daraufhin verpasste er bei den Olympischen Sommerspielen in Athen mit 18,91 m den Finaleinzug. 2005 gewann er bei den Balkan-Hallenmeisterschaften in Peania mit 18,69 m die Bronzemedaille und im Juli gewann er bei den Freiluft-Balkan-Meisterschaften in Novi Sad mit 20,14 m die Silbermedaille im Kugelstoßen hinter Gușet und belegte im Diskusbewerb mit 59,45 m den vierten Platz. Anschließend schied er bei den Weltmeisterschaften in Helsinki mit 19,46 m in der Qualifikationsrunde aus. Im Jahr darauf siegte er mit 20,34 m im Kugelstoßen bei den Balkan-Meisterschaften in Zenica und 2007 gewann er bei den Balkan-Meisterschaften in Sofia mit 56,42 m die Bronzemedaille im Diskuswurf. In den folgenden Jahren bestritt er nur noch vereinzelt Wettkämpfe und beendete dann 2011 endgültig seine außergewöhnlich lange Karriere im Alter von 47 Jahren.
In den Jahren von 1991 bis 1994 sowie von 1996 bis 2001 wurde Perić jugoslawischer Meister im Kugelstoßen sowie von 1992 bis 1994 und 1997 auch im Diskuswurf. Von 2003 bis 2005 wurde er serbisch-montenegrinischer Meister im Kugelstoßen sowie 2003 und 2005 auch im Diskuswurf. 2006 wurde er serbischer Meister in beiden Disziplinen.

## Persönlichkeiten
- Kugelstoßen: 21,77 m, 25. April 1998 in Bar
- Diskuswurf: 61,94 m, 26. Mai 1991 in Belgrad (serbischer Rekord)